# Кобильники (Буський повіт)
Кобильники (пол. Kobylniki) — село в Польщі, у гміні Віслиця Буського повіту Свентокшиського воєводства.
Населення — 411 осіб (2011).
У 1975-1998 роках село належало до Келецького воєводства.

## Демографія
Демографічна структура на день 31 березня 2011 року:
|          | Загалом | Допрацездатний вік | Працездатний вік | Постпрацездатний вік |
| -------- | ------- | ------------------ | ---------------- | -------------------- |
| Чоловіки | 223     | 51                 | 141              | 31                   |
| Жінки    | 188     | 23                 | 113              | 52                   |
| Разом    | 411     | 74                 | 254              | 83                   |